# Charpentry
Charpentry é uma comuna francesa na região administrativa de Grande Leste, no departamento de Meuse. Estende-se por uma área de 4,41 km². Em 2010 a comuna tinha 24 habitantes (densidade: 5,4 hab./km²).